# Сељачка слога
Сељачка слога било је културно-образовно друштво Хрватске сељачке странке (ХСС), која је дјелимично дјеловала и на привредном плану. Организацијски и идеолошки била је уско везана са ХСС.
ХСС покушала је друштво основати још 1920. године. Тек након уласка странке у Народну скупштину Краљевине Југославије 1925, друштво је основано 11. октобра исте године у Загребу. Гласник друштва је првобитно је била „Сељачка просвјета”, али касније преименован у назив друштва. На челу Сељачке слоге био је Рудолф Херцег, уједно и оснивач друштва.
Задатак Сељачке слоге био је да цјелокупан културно-просвјетни рад стави под окриље једног друштва и кроз друштво дјеловати међу хрватским сељаштвом. Сељачка слога се бавила:
- сузбијањем неписмености;
- оснивањем књижара;
- оснивачем читаоница;
- организовањем фолклорних смотра;
- очувањем народне баштине;
- оснивањем судова за рјешавање спорова међу сељацима;
- подстицањем рада културно-умјетничких друштава (музичких и позоришних);
- унапрјеђењем и промовисањем сељачке културе;
- оснивањем задруга;
- еманципацијом жена.

Шестојануарска диктатура 1929. прекида рад Сељачке слоге. Јула 1935. основано је друштво које је било блиско улози, Привредна слога (хрв. Gospodarska sloga). Новембра 1935. обновљен је рад Сељачке слоге. Оба друштва су забрањена у Независној Држави Хрватској. У социјалистичкој Југославији рад друштва је обновљен, али није био у предратним оквирима.